# Іменник у праслов'янській мові

## Рід
Рід є однією з найсуттєвіших морфологічних ознак іменника. Історія формування цієї категорії глибока і тривала. Первісно розрізняли два роди: особовий (соціально активний) і речовий (соціально пасивний), поступово на основі першого сформувався розподіл іменників на три роди.
Питання про первісне значення і час виникнення категорії роду в індоєвропейських, зокрема в слов‘янських, мовах остаточно в мовознавчій науці не розв‘язане. Так, Г.Пауль вважав, що підставою для виникнення граматичного роду є біологічна стать людей і тварин. К.Бругман заперечував значення розрізнення статі для мови і був переконаний, що категорія роду виступає лише змертвілою оболонкою, позбавленою свого внутрішнього змісту. О.Потебня виникнення граматичного роду відносить до первісної стадії творення мови.
В історії української мови, за свідченням пам‘яток писемності, система граматичних значень роду сформувалася давно. Проте лінгвісти, окреслюючи давні, очевидно, ще праіндоєвропейські мовні стани, припускають, що категорія роду в минулому реалізувалася через двочленну опозицію форм — протиставлення не чоловічого — жіночого роду, а особистісного — речовинного, що нагадує протиставлення лексико-семантичної категорії назв істот — неістот, яке існує в сучасній мові. Речовинний рід започаткував середній рід, а з особистісного поступово розвинулося протиставлення чоловічого — жіночого роду.
Категорія роду поступово витісняє, а пізніше й руйнує типи відмінювання іменників за детермінативним принципом, фактично за допомогою цієї категорії сформувалися нові типи відмінювання — протосучасні відміни.

## Число
Категорія числа як граматична універсалія виражає кількість предметів та явищ, вона є категорією самостійною, синтаксично незалежною. Староукраїнська мова, успадкувавши з праіндоєвропейської однину, множину й двоїну, трансформувала цю категорію: відбулося руйнування двоїни та заміна її форм множиною. Двоїна вживалася тоді, коли йшлося про два предмети (іменники поєднувалися з числівниками два, дві, обидва, обидві) або іменники позначали парні предмети (рука, нога, плече). В однині й множині іменники мали сім відмінкових форм, а в двоїні тільки три: називний — знахідний — кличний, родовий — місцевий, давальний — орудний. Занепад категорії двоїни — найістотніший процес розвитку категорії числа в історії нашої мови, однак сучасна українська мова досі зберігає залишки двоїни як в літературній її формі (плечима, дверима, грошима), так і діалектній (дві нозі, дві руці, дві жмени). На сучасному етапі розвитку індоєвропейських мов не всі мови втратили двоїну: словенська, верхньо- і нижньолужицька та литовська мови її зберегли.

## Відмінок
Староукраїнська мова успадкувала від праслов‘янської сім відмінків (називний, родовий, давальний, знахідний, орудний, місцевий і кличний). Називний відмінок виконує номінативну функцію і є незалежною відмінковою формою. Непрямі відмінки (родовий, давальний, орудний і місцевий) — синтаксично залежні.

## Основи іменника
Відмінювання іменників представлене в найдавніших наших пам'ятках як чітко структурована і сформована система, успадкована від спільнослов'янської мови, в якій розподіл іменників за типами відмінювання здійснювався за типом основ. У праіндоєвропейській мові іменник складався з:
- кореня, в якому було закладене лексичне значення слова.
- основотворчого суфікса (детермінатива), що був показником належності слова до певного класу імен.
- закінчення, що служило засобом синтаксичних відношень у реченні: рук — а — мъ.

Детермінативи — це кінцеві структурні форманти основи, які визначали особливості структури іменників та їх відмінювання, вони могли закінчуватися на голосний і на приголосний. Існували такі типи відмінювання іменників за типом детермінатива: *-ā/-јā, *-ŏ/-јŏ, *-ŭ, *-ū (*- ъv), *ĭ, *-n, *-r, *-s, *-t. Детермінативи матеріально могли змінюватися (окремі з них зникали, інші — перерозподілялись). Поділ іменників за детермінативами існував незалежно від поділу іменників за родами: іменники з основами на *-ŏ/-јŏ були чоловічого і середнього родів, іменники з основами на *ĭ — жіночого і чоловічого, до основ на приголосний входили іменники чоловічого, жіночого і середнього родів.

### Відмінювання іменників за детермінативами

#### На голосний
1. Іменники на *-ā /*-јā. Це були іменники чоловічого, жіночого і спільного родів, в називному відмінку однини вони мали переважно закінчення-а/-йа, рідше — флексію -и: рука, рыба, земля, судия, староста, сирота, пустини, княгини.
2. Іменники на *-ŏ /*-јŏ. Це були іменники чоловічого й середнього родів, в називному відмінку однини іменники чоловічого роду закінчувалися на -ъ чи- ь, а іменники середнього роду на -о, -е: столъ, край, конь, князь; село, поле, знание, житие.
3. Іменники на *ŭ чоловічого роду в називному відмінку однини мали закінчення ъ і складали кількісно незначну групу. Сюди з меншою або більшою мірою достовірності можна віднести такі слова: сынъ, волъ, полъ, вьрхъ, медъ, домъ, ледъ, чинъ, садъ, рядъ, разъ, пиръ, солодъ, миръ, станъ, низъ, долъ.
4. Іменники на *-ĭ чоловічого і жіночого роду. В називному відмінку одники вони закінчувалися на -ь: гость, гусь, рать, печь. Іменники чоловічого роду на *-ĭ за початковою формою подібні до іменникі чоловічого роду на *-јŏ. Потрібно пам‘ятати, що іменники, які мали фіналь бь, пь, вь, дь, ть, сь, належали до основ на *-і. Крім того, сюди увійшли такі слова: звѣрь, огнь, угль.
5. Іменники *-ū (*-ъv) жіночого роду: букы, цьркы — род.в. букве, церкве.

#### На пригоосний
1. Іменники на *-еn чоловічого і середнього родів: кремень, ремень, племя, тѣмя.
2. Іменники на *-t середнього роду: теля, дитя.
3. Іменники на *-s середнього роду: небо, слово, ухо, чюдо.
4. Іменники на *-r жіночого роду: мати, дъчи

### Типи основ іменники
Сучасні відміни іменників сформувалися на ґрунті давніх типів основ.

#### Перша відміна
- іменники з основою на *-ā/-jā: жена, доуша, оуноша;
- іменники з основою на *-ū, які уподібнилися за морфемним оформленням і словозміною до іменників з основою на *-ā/-jā: боукы, свекры;
- іменник з основою на *-r: дъчи (дочка);
- іменників з основою на *-ĭ, які уподібнилися до іменників з основою на *-ā/-jā: мишь — миша, пѣснь — пѣсня, долонь — долоня.

#### Друга відміна
- іменники з основою на *-ŏ /*-јŏ: городъ, краи, поле, село;
- іменники з основою на *-ŭ: сынъ, волъ;
- іменники з основою на *-ĭ чоловічого роду: зять, гость, гусь;
- іменники з основою на *-n чоловічого роду: корень, камы;
- іменники з основою на *-s середнього роду: тѣло, слово, небо.

#### Третя відміна
- іменники з основою на *-ĭ: ночь, чьсть;
- іменники з основою на *-r: мати;
- іменники з основою на *-ū: кровь, любовь.

#### Четверта відміна
- іменники з основою на *-n середнього роду: имя, сѣмя;
- іменники з основою на *-t: теля, дитя.

## Відмінювання іменників
Іменники з основами на *-ā/-jā та *-ŏ /*-јŏ відмінювалися за твердим і м‘яким варіантами. Мішаної групи в праслов‘янській мові не було через те, що шиплячі приголосні в той час були м‘якими, тому й відмінювалися за м‘яким взірцем парадигми.
Кличний відмінок вживався в іменниках чоловічого й жіночого роду однини. В множині і двоїні він збігався із формою називного відмінка. Кличний відмінок іменників середнього роду в усіх числових формах збігався із називним і знахідним.

### Зразки відмінювання іменників

#### Іменники з основою на *-ā/-jā
Однина Множина Двоїна
Н. рука земля рукы землѣ Н. З. К. руцѣ земли
Р. рукы землѣ рукъ земль Р. М. руку землю
Д. руцѣ земли рукамъ землямъ Д. О. рукама земляма
З. руку землю рукы землѣ
О. рукою землею руками землями
М. руцѣ земли рукахъ земляхъ
К. руко земле рукы землѣ

#### Іменники з основою на *-ŏ/-jŏ
Однина
Н. плодъ село конь поле
Р. плода села коня поля
Д. плоду селу коню полю
З. плодъ село конь поле
О. плодъмь селъмь коньмь польмь
М. плодѣ селѣ кони поли
К. плоде село коню поле
Множина
Н. плоди села кони поля
Р. плодъ селъ конь поль
Д. плодомъ селомъ конемъ полемъ
З. плоды села конѣ поля
О. плоды селы кони поли
М. плодѣхъ селѣхъ конихъ полихъ
К. плоди села кони поля
Двоїна
Н. З. К. плода селѣ коня поли
Р. М. плоду селу коню полю
Д. О. плодома селома конема полема

#### Іменники з основою на* -ŭ
Однина Множина Двоїна
Н.. боукы боукъви Н. З.К боукъви (-ѣ)
Р. боукъве боукъвъ Р. М. боукъву
Д. боукъви боукъвамъ Д. О. боукъвама
З. боукъвь боукъви
О. боукъвью(-ию) боукъвами
М. боукъве боукъвахъ
К. боукы

#### Іменники з основою на *- ĭ
Однина
Н. печь чьсть зять
Р. печи чьсти зяти
Д. печи чьсти зяти
З. печь чьсть зять (зятя)
О. печью (-ию) чьстью (-ию) зятьмь
М. печи чьсти зяти
К. печи чьсти зяти
Множина
Н. печи чьсти зяти (зятье)
Р. печьи (-ии) чьстьи (-ии) зятьи зятии
Д. печьмъ чьстьмъ зятьмъ
З. печи чьсти зяти
О. печьми чьстьми зятьми
М. печьхъ чьстьхъ зятьхъ
К. печи чьсти зятье (зяти)
Двоїна
Н. З. К. печи чьсти зяти
Р. М. печью (печию) чьсть (чьстию) зятью (зятию)
Д. О. печьма чьстьма зятьма

#### Іменники з основою на приголосний(*-r, *-n, *-t, *-s)
Однина
Н. мати имя теля небо
Р. матере имене теляте небесе
Д. матери имени теляти небеси
З. матерь имя теля небо
О. матерью (материю) именьмь телятьмь небесьмь
М. матери имене теляте небесе
К. мати имя теля небо
Множина
Н. матере имена телята небеса
Р. матеръ именъ телятъ небесъ
Д. матерьмъ именьмъ телятьмъ небесьмъ
З. матери имена телята небеса
О. матерьми имены теляты небесы
М. матерьхъ именьхъ телятьхъ небесьхъ
К мати имени телята небеса
Двоїна
Н. З. К.матери имени (-ѣ) теляти (-ѣ) небеси (-ѣ)
Р. М.матерью (-ию) имену теляту небесу
Д. О.матерьма именьма телятьма небесьма
У найдавніших староукраїнських пам‘ятках спостерігаємо змішування типів відмінювання іменників. Основною причиною було групування імен за показником роду, що витіснило детермінативний принцим відмінювання давніх іменників, під впливом належності слів до одного роду виникають і нові схеми відмінювання. Таким чином суфікси- детермінативи втрачають основоположне значення для парадигми іменника.
Фонетичні зміни також вплинули на зміни в структурі іменника, перерозподіл у їх морфемній будові, що теж сприяло занепадові детермінативів. Закон відкритого складу, наприклад, спричинився до зникнення приголосних у кінці слів, внаслідок чого ъ, ь почали виконувати функції закінчень. Тому слова, які належали до різних типів відмінювання (наприклад, сынъ — *-ŭ, братъ — *-ŏ), згрупувалися не тільки родовою належністю, але й на основі подібної морфемної будови. Таким чином, різні за детермінативною належністю іменники опинилися в рамках однієї відміни, що виразно маємо у сучасній українській мові. Поступово зникла двоїна, спростилася система відмінювання іменників у формі множини. Усе це сприяло спрощенню складної системи відмінювання іменника за типами основ і уніфікації парадигми іменника та перерозподіл його на чотири відміни.

## Приклади іменників
Им, мєдъ, мѣдь, озеро, хоругы, цѣна, корь, змии, вьрхъ, звѣрь, учитєль, олєнь, стєпь, конь, гость, житиѥ, любы, мълънии, кръвь, сєло, ловьць, лѣто, чьсть, бєрегъ, тополь, жєрєб, дружина, тьсть, коло, голубь, сєстра, гърло, лицє, путь, наставьникъ, локъть, тєл, суди, око, дьнь, стру, сънъ, дѣт, букы, полє, мысль, гоньць, рємень, мышь, мати, пътица, чюдо, мълва, пєчать, козьл, дъчи, вол, пѣснь, слово, камы, свєкры, насыпь, овьсъ, волъ, оухо, гъртань, владыка, боль.